# Ulzigerode
Ulzigerode is een plaats en voormalige gemeente in de Duitse deelstaat Saksen-Anhalt, en maakt deel uit van de Landkreis Mansfeld-Südharz.
Ulzigerode telt 195 inwoners.